# Сен-Жермен (Мёрт и Мозель)
Сен-Жерме́н (фр. Saint-Germain) — коммуна во французском департаменте Мёрт и Мозель региона Лотарингия. Относится к  кантону Байон.	

## География
Сен-Жермен расположен в 32 км к юго-востоку от Нанси. Соседние коммуны: Вирекур и Виллакур на севере, Борвиль на северо-востоке, Лоромонзе на востоке, Бенвиль-о-Мируар на западе.

## Демография
Население коммуны на 2010 год составляло 151 человек.
| 1962 | 1968 | 1975 | 1982 | 1990 | 1999 | 2010 |
| ---- | ---- | ---- | ---- | ---- | ---- | ---- |
| 145  | 124  | 115  | 116  | 141  | 146  | 151  |

## Достопримечательности
- Замок XIV века, перестроен в XVII, XVIII и XIX веках.
- Замок Бальмон XVIII века, построенный на месте более древнего замка де Лескю и Реннель XVI века.
- Церковь, портал примитивной романской церкви, неф XVI века, часовня XVI века, башня XIX века.